# Acid lignoceric
Acidul lignoceric (cunoscut și sub denumirea de acid tetracosanoic) este un acid carboxilic cu formula de structură restrânsă CH3-(CH2)22-COOH. Este un acid gras saturat, având 24 atomi de carbon.